# Theuremaripa besnardi
Theuremaripa besnardi är en skalbaggsart som beskrevs av Soula 2002. Theuremaripa besnardi ingår i släktet Theuremaripa och familjen Rutelidae. Inga underarter finns listade i Catalogue of Life.